# Inspector Morse
Inspector Morse is een populaire televisieserie die van 1987 tot 2000 op de Britse televisie te zien was, maar ook heel bekend werd in België en Nederland door de (her)uitzendingen op Canvas en op de KRO. Inspector Morse is gebaseerd op de boeken van Colin Dexter.

## Boeken
Inspecteur Morse speelt de hoofdrol in dertien romans van Colin Dexter. In het laatste deel, The Remorseful Day: The Final Inspector Morse Novel (2000), laat de schrijver de hoofdpersoon voor het einde van het boek in het ziekenhuis overlijden aan de gevolgen van een veronachtzaamde diabetes mellitus. In de film komt Morse te overlijden aan de gevolgen van een hartaanval.

## Televisieserie
De televisieserie kent 33 afleveringen. In de meeste afleveringen heeft Colin Dexter een cameo-optreden. De muziek van de serie, gecomponeerd door Barrington Pheloung, bevat een motief dat gebaseerd is op de morsecode voor M.O.R.S.E. (-- --- ·-· ··· ·) Alle afleveringen spelen zich af in de universiteitsstad Oxford. Veel afleveringen spelen zich dan ook af in de gebouwen en op de terreinen van de universiteit. Later zal de nieuwe serie Lewis zich in hetzelfde decor afspelen.

### Personages
- Detective Chief Inspector Endeavour Morse - John Thaw
Het hoofdpersonage dat vaak last heeft van z'n ochtendhumeur en zijn eten laat staan voor alcohol. Een betere politieman is er echter niet te vinden. DCI Morse houdt zijn voornaam angstvallig geheim tot aan het eind van het op-twee-na-laatste boek, Death is Now My Neighbour (1996), waarin hij hem onder grote druk vertelt, en dan nog slechts als anagram ('Around Eve'). Hij is genoemd naar de HMS Endeavour, het eerste schip van James Cook.
- Detective Sergeant Robert Lewis - Kevin Whately
Robbie Lewis is getrouwd en heeft twee kinderen en kwam terecht bij de politie als hulpje van inspecteur Morse, wat niet altijd meevalt. Later blijkt dat de band tussen beiden steeds hechter wordt. Na het overlijden van John Thaw zal Kevin Whately, die dan in de serie bevorderd is tot adjudant, zijn eigen serie krijgen.
- Chief Superintendent Jim Strange - James Grout
Jim Strange is de baas van Morse en krijgt het regelmatig aan de stok met hem. Maar de conflicten lopen steeds goed af en zonder Strange zou het team niet compleet zijn.

Naast deze hoofdpersonages zijn er in elke aflevering nog tal van gastrollen, waaronder de vaste patholoog.

### Muziek
Muziek speelt zowel in de televisieserie net als in de boeken een belangrijke rol. In de boeken is inspecteur Morse vooral een liefhebber van de muziek van Richard Wagner, in de televisieserie ook van Wolfgang Amadeus Mozart. Een regelmatig terugkerend thema in de serie is het tweede deel (adagio) uit het Strijkkwintet in C-groot (D 956) van Franz Schubert. Naast de klassieke muziek, werd de serie ook voorzien van eigen muziek, gecomponeerd door de Australische componist en gitarist Barrington Pheloung. De introspectieve muziek van Pheloung voor piano en gitaar legt weinig nadruk op de actie, maar vooral op de emoties van de personages en de manier waarop zij de gebeurtenissen ondergaan. De muziek van de televisieserie, zowel de klassieke stukken als de instrumentale muziek van Pheloung, werd op 5 albums uitgebracht door Virgin Records tussen 1991 en 2000.
- Inspector Morse - Volume 1 (1991)
- Inspector Morse - Volume 2 (1992)
- Inspector Morse - Volume 3 (1992)
- The Essential Inspector Morse Collection (1995)
- The Magic of Inspector Morse (2000) (dubbel-cd)

### Auto

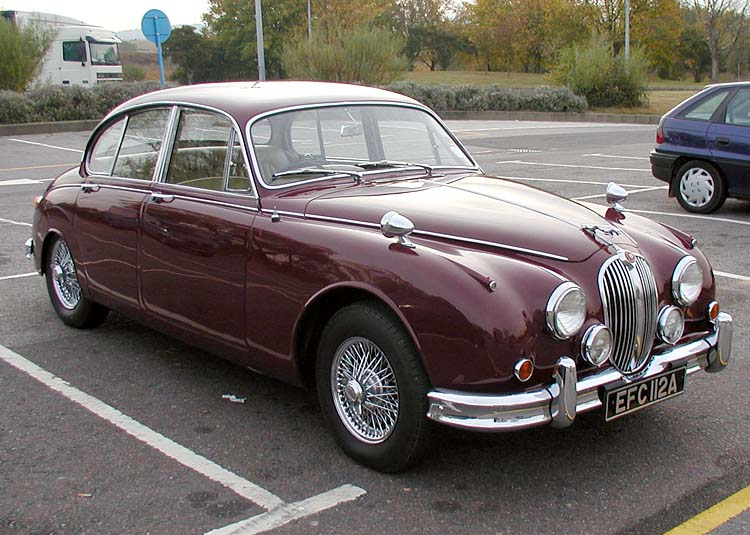
Jaguar Mark II

In de serie maakt Morse voor zijn vervoer gebruik van een klassieke, donkerrode Jaguar Mark II uit de jaren zestig.
Het kenteken van deze auto was: 248 RPA.

### Overlijden
De romanfiguur is in het laatste boek overleden. Dit boek is ook verfilmd en daarmee is dus ook de televisiefiguur overleden. De laatste aflevering van de televisieserie is uit het jaar 2000. De hoofdrolspeler, John Thaw, overleed twee jaar nadien.

### Sequel
De Britse detectiveserie Inspector Morse heeft, drie jaar na het overlijden van de hoofdrolspeler John Thaw, een sequel (vervolg) gekregen. Morse's assistent Robbie Lewis, in de televisieserie vertolkt door Kevin Whately, is de centrale figuur in de nieuwe serie Lewis. Ook deze serie is succesvol en kende tot en met 2015 negen seizoenen.

### Prequel
25 jaar na de allereerste aflevering van Inspector Morse volgde ook een prequel (een 'voorgaande geschiedenis') waarin Shaun Evans de jonge Morse speelt, die in 1965 - nog als DC (Detective Constable) Morse - zijn eerste misdaad oplost in Oxford. De pilotaflevering van Endeavour werd op 2 januari 2012 uitgezonden en zo positief ontvangen dat ITV besloot een serie van vier afleveringen te maken. Ook deze eerste serie, uitgezonden in het voorjaar van 2013, kreeg zeer positieve reacties, waarna een tweede serie van vier nieuwe afleveringen werd besteld. Medio 2013 werden deze in Oxford opgenomen en in 2014 uitgezonden. Inmiddels (april 2023) zijn er 9 series van Endeavour gemaakt.